# OGRE
OGRE (Object-Oriented Graphics Rendering Engine) — графический игровой движок с открытым исходным кодом, написанный на C++. Автором OGRE является Стив Стриитинг (англ. Steve Streeting).
Работу над движком Стив начал в 2001 году, после того, как его посетила идея о создании хорошо слаженного, кроссплатформенного движка с удобным дизайном и архитектурой.

## Политика OGRE
OGRE сам по себе не является игровым движком и по заявлению автора никогда таковым не будет. OGRE был, есть и будет графическим движком для рендеринга трехмерной графики. Большую популярность движок получил за счет своей гибкости, что позволяет «скрещивать» его со многими другими библиотеками (физика — ODE, Newton, PhysX, Bullet; звук, сеть, графический интерфейс и т. д.).
Причина, по которой OGRE не может стать полноценным игровым движком, описывается автором приблизительно так: Не все, кому может быть необходим 3D-движок, будут использовать его для создания игр, поэтому, вы можете использовать OGRE для создания игр, симуляторов, бизнес-приложений и т. д.
В OGRE нет встроенной поддержки сети, звука и многих других функций. Но, с помощью усилий многих профессионалов, появились библиотеки, портированные под OGRE. Например, для реализации физики в приложениях, использующих данный движок, портированы такие библиотеки, как PhysX SDK (движок) (NxOgre), Newton Game Dynamics (OgreNewt), Bullet Physics Library (OgreBullet), Open Dynamics Engine (OgreODE).
Для реализации графического интерфейса пользователя (англ. GUI - Graphic User Interface) могут применяться как стандартные (недостаточно хорошо реализованные, и, по словам разработчиков, в будущем, возможно, будут исключены) функции графического интерфейса OGRE, так и импортироваться сторонние библиотеки: OpenGUI, MyGUI, CEGUI.
OGRE является свободным программным обеспечением, распространяемым под лицензиями LGPL/MIT и имеет очень активное сообщество.

## Возможности
Разработчиком движка заявлена поддержка следующих возможностей:
- поддержка платформ Windows, Linux, macOS, Android и iOS;
- скриптовая система управления материалами (мультитекстурирование, мультипроходное смешивание);
- загрузка текстур в формате PNG, JPEG, TGA, BMP, PVRTC и DDS, также поддержка сжатых текстур (DXT/S3TC);
- экспортеры для основных коммерческих и свободных пакетов 3D моделирования[4];
- система управления ресурсами;
- поддержка Direct3D, Vulkan, Metal[англ.], OpenGL (включая OpenGL ES) и WebGL (через Emscripten);
- поддержка шейдеров, написанных на ассемблере или языках высокого уровня: Cg, HLSL или GLSL;
- сложная скелетная анимация (анимация тела), анимация гибких форм, морфинг (анимация лица), анимация пути (камера, перемещение).

## История версий
- Около 1999 — Синбад осознает, что его проект 'DIMClass', предназначенный для упрощения объектно-ориентированного взаимодействия с Direct3D, стал настолько абстрагированным, что может больше не базироваться на Direct3D. Начинается планирование более амбициозной платформо- и API-независимой библиотеки.
- 25 февраля 2000г — На Sourceforge зарегистрирован проект OGRE.
- Февраль 2005г — Выпущена версия Ogre v1.0.0 «Azathoth» Final — переработана система ресурсов, аппаратные пиксельные буферы, HDR, CEGui, XSI exporter
- Март 2005г — Ogre становится проектом месяца на Sourceforge
- 4 ноября 2005г — Ankh становится первой коммерческой игрой, выпущенной с использованием Ogre
- 7 мая 2006г — Официальный релиз Ogre 1.2 «Dagon»
- 25 марта 2007г — Официальный релиз Ogre 1.4 «Eihort»
- 28 августа 2008г — Официальный релиз Ogre 1.6 «Shoggoth» (текущая стабильная версия 1.6.5)
- 28 февраля 2010г — Официальный релиз Ogre 1.7 «Cthugha» (текущая стабильная версия 1.7.4)
- 28 мая 2012г — Официальный релиз Ogre 1.8 «Byatis»
- 24 ноября 2013г — Официальный релиз Ogre 1.9 «Ghadamon»
- 31 декабря 2017 — Официальный релиз Ogre 1.10
- 20 декабря 2018 — Официальный релиз Ogre 1.11
- 30 апреля 2019 — Официальный релиз Ogre 1.12[5]
- 13 августа 2021 — Официальный релиз Ogre 13[5]

## Ogre-Next
Начиная с 2019 года, разработку OGRE было решено вести в рамках двух отдельных проектов. Развитие кода предыдущих версий ведется в рамках проекта Ogre (также называемого Ogre v1), который сосредоточен на обеспечении обратной совместимости с предыдущими версиями для поддержки имеющихся проектов на движке. Внедрение же новейших методов рендеринга трехмерной графики производится в проекте Ogre-Next (также называемом Ogre v2). В этой новой версии движка разработчики заявляют:
- Новую подсистему рендеринга, способную обеспечить обработку десятков тысяч объектов в кадре;
- Новую систему управления материалами (High Level Material System) для обеспечения задаваемого пользователем физически корректного рендеринга;
- Встроенную поддержку VR.

В то же время, документация к Ogre-Next является гораздо менее проработанной, чем для оригинального Ogre. Кроме того, в новой версии движка была прекращена поддержка ряда устаревших платформ (например, систем Android младше 7.0) и программных интерфейсов трехмерной графики (например, Direct3D 9, OpenGL 1.x и 2.x). Также планируется, но не реализована поддержка OpenGL ES и WebGL.

## OGRE порты
Существуют порты Ogre3D под другие языки программирования
- Python-Ogre для Python
- Ogre.pm для Perl
- Ogre.rb для Ruby
- Ogre4j для Java
- OgreDotNet и MOGRE для .NET.
- Ogre.pb для PureBasic
- Gmogre3d для Game Maker
- Axiom3d для C#

## Проекты использующие движок

### С открытым исходным кодом
- Ember (клиент WorldForge[англ.])[9]
- Facade[10]
- Iris2 (клиент Ultima Online)[11]
- OpenDungeons[12]
- Orxonox[13]
- Rigs of Rods[14]
- Sirikata[15]
- Skyscraper[16]
- Stunt Rally[14]
- Summoning Wars[17]
- SuperRacing[18]
- Trinity Reign[19]

### Проприетарные
- Ankh[англ.][20], Ankh: Heart of Osiris[англ.] и Ankh: Battle of the Gods[англ.][21]
- Black Sails: The Ghost Ship[англ.][21]
- Earth Eternal[англ.]
- Garshasp: The Monster Slayer[англ.][20] и Garshasp: Temple of the Dragon[21]
- Jack Keane[англ.][20]
- Kenshi[21]
- MotorM4X: Offroad Extreme[21]
- Next Life[англ.]
- Pacific Storm[англ.][21]
- Rebel Galaxy[англ.] и Rebel Galaxy Outlaw[англ.][21]
- Savage: The Battle for Newerth[англ.] и Savage 2: A Tortured Soul
- Snakeworlds[22]
- So Blonde[англ.] и So Blonde: Back to the Island[англ.]
- The Book of Unwritten Tales[20]
- Torchlight[20] и Torchlight II[14]
- Venetica[20]
- Void Destroyer[англ.][21]
- Warside[21]
- Zero gear[20]
- Zombie Driver[англ.][20]